# Território de Wyoming
```
   |-
       |
Erro:
:  
valor não especificado para "
nome_comum
"
```

O Território de Wyoming foi um território incorporado organizado dos Estados Unidos que existiu de 25 Julho 1868 a 10 Julho 1890, quando foi admitido na União como o Estado de Wyoming. Cheyenne era a capital territorial.
Os limites do Território do Wyoming eram idênticos ao moderno Estado do Wyoming.

## História
Em 25 Julho 1868, o Presidente Andrew Johnson assinou a Lei Orgânica de Wyoming, criando o Território de Wyoming, usando terras dos territórios de Dakota, Idaho e Utah e em 17 Abril 1869 o governo territorial foi organizado.
Em 1869, o território concedeu o sufrágio feminino para todas as eleições, como tentativa de atrair novos colonos. Uma tentativa posterior de revogar a lei foi derrotada depois que o governador vetou a revogação; a legislatura não conseguiu anular o veto por um voto.
Em 10 Julho 1890, o território foi admitido como o quadragésimo-quarto estado, sete dias após o Território de Idaho ter sido admitido pelo Presidente Benjamin Harrison.